# Litsea novoleonis
Litsea novoleonis är en lagerväxtart som beskrevs av Harley Harris Bartlett. Litsea novoleonis ingår i släktet Litsea och familjen lagerväxter. Inga underarter finns listade i Catalogue of Life.